# ココスクエア調布
ココスクエア調布 (KOKO SQUARE Chofu) は、東京都調布市に所在する複合商業施設。京王線国領駅前の再開発事業により建設された。地下1階から2階までの商業棟はショッピングセンター「ココスクエア調布」となっており、核店舗としてマルエツ国領店が出店するほか、調布市の公共施設、飲食店、クリニック、カルチャーセンターなどが入居する。略称として単に「ココスクエア」と呼ばれることも多い。
3階から6階は、国領駅南口市営駐車場「ココスクエアパーキング」、上層階の住宅棟は都市再生機構 (UR) の賃貸住宅「ココスクエア国領」となっている。

## 概要
国領駅南口再開発ビルの建設および管理運営のため、1998年（平成10年）10月9日に株式会社ココスクエア調布を設立。2000年（平成12年）6月に「ココスクエア調布」として開業、キーテナントのマルエツ国領店は2000年（平成12年）6月22日に開店した。
施設名の「ココスクエア (KOKO SQUARE) 」は「国領」と「狛江通り」の「KO」を取って命名されたものである。またもう一つの駅前再開発ビルである「コクティー」の名も「国領」に由来する。
再開発ビルの地下1階から2階までを商業フロアとした、小規模なネイバーフッド型ショッピングセンター (NSC) である。地域の商店会「国領商店会」にも加盟している。競合店舗は隣接するグランタワーコクティー（核店舗は西友調布店、2004年開業）、狛江通りと品川通りの交差点にあるイトーヨーカドー国領店（国領町8丁目、2004年開業）。
マスコットキャラクターとして、坊主頭の男の子「ココくん」とおかっぱ頭の女の子「スーちゃん」のコンビが設定されており、公式ウェブサイトや館内の随所に描かれている。
エントランス正面にはからくり時計があり、正時ごとにメロディが鳴り、にわとりと卵を模した仕掛け（鶏の鳴き声「ココ」にかけている）が動いて時を告げる。また3時間おき（9時、12時、15時、18時…）に仕掛けとメロディがロングバージョンになるよう設定されている。また建物北側には、周囲に調布市の花「さるすべり」と調布市の鳥「めじろ」のモチーフを象った円形のアナログ時計も設置されている。また、2階北側には国領駅に面したウッドデッキがあり、デッキの階段は非常階段も兼ねている。

### 国領駅前再開発
国領駅周辺では、京王線連続立体交差事業による地下化に先立ち再開発事業が行われ、2000年（平成12年）に「ココスクエア調布」、2004年（平成16年）に「グランタワーコクティー」と2つの再開発ビルが完成し、それぞれのビルに調布市の公共施設も入居したことで、駅前に商業施設と公共施設の集積が進み、利便性が大きく向上した。狛江通りに面しており、国領駅をはさんで南側にココスクエア調布、北側にグランタワーコクティーが位置する。
ココスクエア調布とグランタワーコクティーが開業した当時は、京王線連続立体交差事業がまだ完了しておらず、2つの再開発ビルは国領駅の踏切で隔てられていた。これが開かずの踏切として狛江通りの渋滞の原因となっており、路線バスの遅延が常態化するのみならず、近くの慈恵医大第三病院へ患者を搬送する救急車が足止めされることさえあった。
2012年（平成24年）8月19日に京王線国領駅 - 布田駅 - 調布駅間の連続立体交差事業が完了し、3駅が地下化された。これにより開かずの踏切は解消し、地域の利便性は大きく向上した。
国領駅地下化後は駅前広場の整備が行われ、駅南側のココスクエア調布前にバスロータリーが新設された。従来は路線バスが国領駅前まで入れず狛江通り沿いにバス停留所があったが、交通広場整備により国領駅前まで乗り入れるようになった。また同時に調布駅でも駅前再開発によりバスロータリー改良が進み、バスが国領駅・調布駅のロータリーで待機して時間調整を行えるようになったため、路線バスの定時性はさらに改善した。
国領駅に乗り入れるバス路線は、小田急バス（狛江営業所が運行）の境91系統（武蔵境駅南口 - 調布駅北口 - 国領駅 - 狛江駅北口）と、その区間便の狛02系統（狛江駅北口 - 国領駅）のみである。

## フロア構成

### 地下1階
- マルエツ国領店（食品フロア）
午前10時から午前1時まで深夜営業を行う（季節により午前9時開店）[7]。
マルエツ国領店では、同社が属するユナイテッド・スーパーマーケット・ホールディングスが提供するスマートフォンアプリによるセルフレジ「Scan & Go（スキャンアンドゴー）[17]」が利用できる。地下1階は携帯電話の電波が入りにくくアプリ利用に差し支えるため、マルエツフリーWi-Fiを設置している。
イートインスペースが設置されており[7]、飲料水や茶の無料サービス機がある（利用は開店から午後9時まで）。
サービスカウンターがあり、購入商品を3時間以内に自宅へ配達する「らくらくクマさん宅配便」を取り扱っている[7]。顧客の要望を書き込む「店長への直行便」コーナーも設置されている。
新型コロナウイルス感染症の影響により「Scan & Go」とは別に、地下1階のみセルフレジが導入された。セルフレジでの支払い方法は、当初はWAONとクレジットカードのみであったが、顧客からの要望により現金でも支払えるセルフレジが追加された。のちに全てのレジでWAON以外の電子マネー（楽天Edy、交通系ICカード）や、各種QRコード決済も利用可能[7]となった。
2025年6月18日から25日まで改装休業、地下1階では内装およびイートインスペース改装、売場レイアウト一部変更と取扱商品の一部変更、セルフレジ増設などが行われた。6月26日と27日には改装セールを開催した。
- パチンコ・スロット MGM[6]
マルエツとMGMはフロア内で繋がっておらず、両者を行き来するには一旦外へ出る必要がある。

### 1階
- マルエツ国領店（日用品フロア）
午前10時から午後11時まで深夜営業を行う（季節により午前9時開店）[7]。
日用品や衣類などのほか、一般用医薬品も取り扱う[7]。ただし医薬品コーナーは薬剤師がいない時間帯は購入できないほか、医薬品の会計には 「Scan & Go（スキャンアンドゴー）」が利用できない。
花売場「Le bouquet de bonheur（ル・ブーケ・ド・ボヌール）」がある。午後8時で店員がいなくなるが、その後はマルエツ1階レジでも支払いできる（花束のラッピングなどは午後8時まで）。
マルエツのインストアベーカリー「焼きたてパン工房」があり、イートインコーナーではコーヒーなど飲料の販売もあったが[18]、2025年6月の改装でイートインコーナーが廃止され、地下1階でのパン販売のみとされた。
  - マクドナルド 国領マルエツ店 - マルエツのインショップ[6]。営業時間は午前7時から午後11時まで[19]。狛江通り側にも出入口があり、マルエツの開店前から営業している。フランチャイジーは株式会社ドリーム[20]。
  - キャンドゥ マルエツ国領店 - マルエツのインショップ[6]。マルエツに合わせ午後11時まで深夜営業（開店時間はマルエツに準ずる）[21]。
  - リブロ 国領店 - マルエツのインショップ[6]。営業時間は午後10時まで（開店時間はマルエツに準ずる）。2025年5月25日をもって賃貸借期間満了のため閉店。跡地はキャンドゥの店舗拡張に使用される[22][23]。
  - ポニークリーニング マルエツ国領店 - マルエツのインショップ。営業時間は10時から20時[24]。
  - 保険見直し本舗 調布マルエツ国領店 - マルエツのインショップ[25]。
  - イオン銀行 マルエツ国領店出張所（ATM） - マルエツ1階店内（狛江通り側入口付近、マクドナルド前）に設置[26]。イオン銀行とみずほ銀行との提携により、みずほ銀行ATMとしても利用できる。
- 調布市ファミリー・サポート・センター[6] - 調布市の公共施設。子育て支援としてファミリーサポートセンター事業を行う[27]。
- cafe だん[6] - 個人経営のカフェ。かつてはDPEショップ「55ステーション」であった。
- 東京靴流通センター 国領ココスクエア店[6]
- キッチンオリジン 国領駅前店[6]
- センチュリー21 旭ハウジング[6]
- パチンコ・スロット MGM[6]
- 三菱UFJ銀行 ATMコーナー国領駅前[6] - ATMを3台設置。

### 2階
2階はレストランフロアおよびクリニックモールとなっているほか、椅子が置かれた休憩スペースがある。2階改装の際に休憩コーナーに本棚が設置され、写真集や調布・多摩の歴史に関する本などが置かれ、自由に手に取って読書できる。なお図書の盗難が相次いだことから防犯カメラの写真が公開され注意喚起されたことがある。また2022年2月10日には休憩コーナーにアクアリウム水槽が設置された。
レストラン
- ジョナサン 国領駅前店[6]
- 鳥貴族 国領店[6]
- 天はる（天ぷら・和食）[6]
- 水仙（中華料理）[6]
- K.C.（インドカレー）[6]
- 焼肉 牛星／さかなや道場（焼肉・海鮮居酒屋）[6]

その他
- 株式会社ココスクエア（管理事務所）
- 調布市子ども家庭支援センター「すこやか」[6] - 調布市の公共施設。子育て支援として育児相談やショートステイ（一時保育）などの事業を行う[29]。
- 調布カルチャーセンター（カルチャーセンター）[6]
- 美容室 Forum[6]
- 買取店わかば（不用品買取）[6]
- REAL WORKOUT 国領店（フィットネスクラブ）[6]
- クリニック（歯科、循環器内科）[6]

### 設備
- エレベーター、エスカレーター
- トイレ（地下1階、2階、3階）
  - 各階トイレには多目的トイレを設置する。
  - 地下1階のトイレのみマルエツ国領店が管理しており、多目的トイレは防犯のため午後10時に施錠される（店舗営業は午前1時まで）。
- 喫煙室（2階）- かつては紙巻きタバコも吸えたが、2021年5月1日より電子タバコ・加熱式タバコのみとされた[30]。

## 交通アクセス
- 京王線 - 国領駅前[1]
- 小田急バス「国領駅」停留所前[1]
  - 境91系統（武蔵境駅南口 - 調布駅北口 - 国領駅 - 狛江駅北口）
  - 狛02系統（狛江駅北口 - 国領駅）
- 自転車駐輪場（屋内159台・屋外146台）[9]、バイク駐輪場（屋外24台）あり[31]。